# Kanaanäische Sprachen
Die kanaanäischen Sprachen (auch kanaanitische Sprachen) sind eine Untergruppe der semitischen Sprachen, die von den antiken Bewohnern Kanaans bzw. der Levante gesprochen wurde. Die meisten kanaanäischen Sprachen waren schon am Ende des 1. Jahrtausends v. Chr. ausgestorben; sie wurden vor allem vom Aramäischen verdrängt. Nur die hebräische Sprache wurde durch die religiösen Schriften des Judentums bis in die Neuzeit überliefert und im 20. Jahrhundert in Israel als Alltagssprache und muttersprachlich tradiertes Idiom neu etabliert.

## Überblick
Kanaanäische Varietäten sind:
- Sprachen des 2. Jahrtausends v. Chr.
  - kanaanäische Wörter und Wortformen in den Amarnabriefen (Kanaano-Akkadisch)
  - die Sprache einiger alphabetischer Inschriften aus dem bronzezeitlichen Palästina

- Sprachen des 1. Jahrtausends v. Chr.
  - Ammonitische Sprache †
  - Moabitische Sprache †
  - Edomitische Sprache †
  - Hebräische Sprache
    - Althebräisch (Sakral- u. Literatursprache, gesprochene Sprache)
    - Qumran-Hebräisch †
    - Samaritanisches Hebräisch (Sakral- u. Literatursprache)
    - Mittelhebräisch (Sakral- u. Literatursprache)
    - Iwrith (Modernes Hebräisch)

  - Phönizisch-punische Sprache †

## Einordnung
Die kanaanäischen Sprachen bilden zusammen mit dem Aramäischen und dem Ugaritischen die nordwestsemitischen Sprachen. Merkmale der kanaanäischen Sprachen sind u. a.:
- das als bestimmter Artikel benutzte Präfix h- (im Aramäischen stattdessen das Suffix -a)
- das Pronomen der 1. Person Singular ʾnk (אנכ - anok[i]) (dagegen aramäisch ʾnʾ/ʾny) Die kanaanäische Form findet sich auch im Akkadischen und in verwandten afroasiatischen Sprachen (vgl. Ägyptisch jnk). Das Hebräische, welches vom Aramäischen stark beeinflusst wurde, hat allerdings das aramäische ʾny übernommen.
- der Lautwechsel ā > ō